# Bizkaia Talent
Bizkaia Talent es un organismo público, adscrito al Departamento de Promoción Económica de la Diputación Foral de Vizcaya, constituida como una agencia de captación de talento, con el objetivo de atraer y retener a personas altamente cualificadas en el proceso de innovación y conocimiento.
El organismo fue puesto en marcha en el año 2007 por Imanol Pradales. Se constituye como una agencia de captación de talento (atracción y retención de talento) y su ámbito de trabajo es la gestión del talento.
El director actual de la agencia es Ivan Jiménez Aira desde 2011. Anteriormente, el director de la agencia fue Imanol Pradales (2007-2011).

## Historia
La Cumbre de Lisboa de 2000 fijó el objetivo de convertir Europa en el ámbito geográfico más competitivo del mundo, una competitividad basada en el conocimiento y la innovación y una competitividad que debe materializarse en mayores cotas de cohesión social y solidaridad. Con el objetivo de posicionar a Vizcaya entre las regiones que se unen a los objetivos definidos por la estrategia de Lisboa se materializó el primer proyecto llamado Bizkaia: Xede, que tenía como misión crear las condiciones necesarias para atraer, retener y vincular capital humano altamente cualificado en el proceso de innovación y conocimiento avanzado.
Después e impulsada por el Departamento de Promoción Económica de la Diputación Foral de Vizcaya, Bizkaia Talent se constituyó en 2005 como una agencia pública sin ánimo de lucro y con una misión clara, impulsar y favorecer el establecimiento en el Territorio Histórico de Vizcaya y en el País Vasco en general, de las condiciones necesarias para atraer, vincular y retener capital humano altamente cualificado en el proceso de innovación y conocimiento.
Por ello, y para llevar a cabo ese objetivo de atracción del talento, se cuenta con la colaboración de empresas y universidades del País Vasco.
En el año 2017 Bizkaia Talent hizo un acuerdo de colaboración con la Fundación La Caixa para seguir ampliando sus objetivos.
El modelo de Bizkaia Talent ha sido reconocido por los medios internacionales como la BBC. En el año 2021 Bizkaia Talent fue incluida en la lista de “50 Smartest Companies of the Year 2021” (las 50 empresas más inteligentes del año 2021) elaborada por The Silicon Review.

## Servicio Talentia
El Servicio Talentia está dirigido a estudiantes universitarios y cuenta con los siguientes programas: Programa Talentia, Competencias para la Profesionalidad en Bizkaia (Talentia Skills), Talentia Challenge y Be Basque Ambassadors. Se trata de un servicio que tiene como ingrediente principal la colaboración entre la industria y el mundo académico, apostando por el desarrollo del talento universitario vasco.
Programa Talentia
El Programa Talentia es un programa que quiere reconocer, premiar y formar a los estudiantes con el mejor expediente académico universitario y trayectoria (en cada grado universitario). El programa se estableció por primera vez en el año 2009.
El Programa Talentia se dirige a los estudiantes de último curso de cada grado universitario que posean el mejor expediente académico y otras aptitudes identificadas y evaluadas por las autoridades competentes de cada universidad participante El objetivo del programa es reconocer y formar a los estudiantes seleccionados y apoyar la vinculación del alumnado con la realidad científica, tecnológica y empresarial de su entorno, ofreciéndoles formación, vinculación, encuentros empresariales, un programa de becas, ...
El programa se lleva a cabo con la colaboración de la Universidad de Deusto, la Universidad del País Vasco y la Universidad de Mondragón. En el curso 2016-2017, un total de 282 estudiantes de Vizcaya fueron seleccionados por Bizkaia Talent para participar en la octava edición del prestigioso Programa Talentia (90 de Deusto, 152 de la UPV y 40 de Mondragón).
A los alumnos seleccionados por la agencia Bizkaia Talent se les contacta en el último curso de la carrera universitaria (a comienzos del último curso académico). El Programa Talentia tiene una duración de 6 meses (de diciembre a mayo o junio, generalmente). En el mes de junio se realiza la ceremonia de entrega de graduación y se otorgan los diplomas.
Programa Talentia Skills
Talentia Skills, Talentia Skills/Competencias o Competencias para la Profesionalidad en Bizkaia es un programa que tiene como objetivo desarrollar las competencias transversales de los estudiantes, guiarles durante su etapa de formación y acercarles las empresas y los diferentes sectores de referencia del País Vasco. Los estudiantes son seleccionados por las tres universidades vascas y Bizkaia Talent durante el primer año de cada Grado Universitario. El programa se estableció por primera vez en el año 2014.
Programa Talentia Challenge
Talentia Challenge es un programa que tiene como objetivo desarrollar la competencia de resolución de cuestiones empresariales dentro de entornos prácticos y se lleva a cabo con estudiantes de grado universitario en el último año seleccionados por Bizkaia Talent. El programa se estableció por primera vez en el año 2016.
La red de Bizkaia Talent
Todos los estudiantes que realizan alguno de los programas talentia, pasan a integran la gran red profesional Talentia. Esta fue creada en 2013, y en su creación contaba con 500 miembros. En 2019, la red contaba con 1.500 miembros. A 31 de diciembre de 2021, la red tenía 2.100 miembros. Todos ellos profesionales altamente cualificados y con una excelente trayectoria profesional en sus respectivos ámbitos. Todos ellos estudiantes seleccionados por Bizkaia Talent y que habían participado en alguno de los programas Talentia. Entre los miembros que forman parte de la red están, entre otros, la política Alba García Martín, el astrofísico de la Universidad de Oxford Josu Calvo-Aurrekoetxea o la abogada penalista Uxue Pilar (todos ellos seleccionados por la agencia Bizkaia Talent).